# Zhaxirabdain (sockenhuvudort i Kina, Tibet Autonomous Region, lat 29,23, long 94,06)
Zhaxirabdain (kinesiska: Zhaxiraodeng, 扎西绕登, 扎西绕登乡) är en sockenhuvudort i Kina. Den ligger i den autonoma regionen Tibet, i den sydvästra delen av landet, omkring 290 kilometer öster om regionhuvudstaden Lhasa. Antalet invånare är 3 552. Befolkningen består av 1 797 kvinnor och 1 755 män. Barn under 15 år utgör 25,0 %, vuxna 15-64 år 68 %, och äldre över 65 år 5,0 %.
Runt Zhaxirabdain är det mycket glesbefolkat, med 2 invånare per kvadratkilometer. Närmaste större samhälle är Tungdor, 3,8 km sydost om Zhaxirabdain. I omgivningarna runt Zhaxirabdain växer i huvudsak barrskog.
Genomsnittlig årsnederbörd är 1 239 millimeter. Den regnigaste månaden är juni, med i genomsnitt 285 mm nederbörd, och den torraste är januari, med 3 mm nederbörd.